# Master and Servant
Master and Servant – singel grupy Depeche Mode promujący album Some Great Reward.

## Wydany w krajach
- Australia (7")
- Belgia (CD)
- Brazylia (7", 12", CD)
- Filipiny (7", 12")
- Francja (7", 12", CD)
- Hiszpania (7", 12")
- Holandia (7", 12")
- Kanada (7", 12")
- Niemcy (7", 12", CD)
- Nowa Zelandia (7", 12")
- Polska (7", 12", CD)
- RPA (12")
- Unia Europejska (CD)
- USA (7", 12", CD)
- Wielka Brytania (7", 12", CD)
- Włochy (7", 12")

## Informacje
- Nagrano w Music Works Studios Londyn (Wielka Brytania)
- Produkcja Depeche Mode, Gareth Jones i Daniel Miller
- Teksty i muzyka Martin Lee Gore

## WydaniaMute
- 7 BONG 6 wydany 20 sierpnia 1984
  1. Master and Servant – 3:45
  2. (Set Me Free) Remotivate Me – 4:12

- 12 BONG 6 wydany 1984
  1. Master and Servant (Slavery Whip Mix)
  2. (Set Me Free) Remotivate Me (Release Mix)
  3. Master and Servant (Voxless)

- L12 BONG 6 wydany 1984
  1. Master and Servant (An ON-USound Science Fiction Dance Hall Classic)
  2. Are People People?
  3. (Set Me Free) Remotivate Me

- CD BONG 6 wydany 1991
  1. Master and Servant – 3:48
  2. (Set Me Free) Remotivate Me – 4:13
  3. Master and Servant (Slavery Whip Mix) – 9:38
  4. (Set Me Free) Remotivate Me (Release Mix) – 8:49
  5. Master and Servant (Voxless) – 4:00

## Twórcy
- Dave Gahan - wokale główne, sampler
- Martin Gore - syntezatory, chórki, sampler, instrumenty perkusyjne
- Alan Wilder - syntezatory, chórki, sampler, instrumenty perkusyjne
- Andrew Fletcher - syntezatory, sampler, instrumenty perkusyjne